# Pseudoludia
Pseudoludia este un gen de molii din familia Saturniidae. 

## Specii
- Pseudoludia nyungwe Bouyer, 1988
- Pseudoludia suavis (Rothschild, 1907)